# 吉田兼直
吉田 兼直（よしだ かねなお、延宝7年（1679年） - 元文4年1月29日（1739年3月8日））は、江戸時代中期の武士。赤穂浪士の1人吉田兼亮の庶子。幼名は伝内。通称は九郎大夫。僧名は恵学。
吉田兼亮の四男として生まれる。母は熊井新八の娘。父や兄の吉田兼貞と異なり、吉良邸討ち入りに加わらなかった。それは、年齢は20を超えていたが庶子であり、部屋住ですらないので浅野家臣の資格がなかったためである。
ところが父たちの切腹後の元禄16年（1703年）4月、一族連座して伊豆大島へ流された。この遠島を知った姉の嫁ぎ先の主家本多家の当主・本多忠国から、江戸幕府に許可されている持ち込み上限の金20両・米20俵のぎりぎりに近い、金19両米19俵を与えられている。
大島では伊豆代官手代の小長谷勘左衛門の厳しい監視を受け、開墾や畑仕事などにも従事した（大島では元禄3年（1690年）に塩竃が破損し、特産である塩の製造が休止した時期にあたる）。金子と糧米も尽き果て、蓆を打ち蓬を編んで鹹風蜑雨と闘ったが、小屋で同居していた間瀬貞八は痩羸死している。
のちに、宝永3年（1706年）に桂昌院の一周忌にあたり大赦令が出され、6月に赦免。江戸へ帰着したのち、伯母が尼をしていた洞雲寺において出家し、恵学と名乗った。しかし宝永6年（1709年）頃には還俗し「吉田九郎大夫兼直」と名乗るようになった。その後また浪人して出家、「達玄愚忘」という和尚になり、首のない兼亮像を三十三回忌に建て供養したという伝承がある。
元文4年（1739年）に死去。父や兄と同じ泉岳寺に葬られた。戒名は雪山霊光信士。